# Linda McCartney Racing Team
L'equip Linda McCartney Racing Team va ser un equip ciclista britànic, de ciclisme en ruta que va competir entre 1998 i el gener de 2001. El principal patrocinador, l'empresa Linda McCartney dedicada a la venda de productes vegetarians, exigia a tots els components de l'equip a seguir amb aquesta dieta.
Malgrat començar la temporada 2001, l'equip va desaparèixer el gener del mateix any per falta de patrocinadors.

## Principals resultats
- Giro del Laci: Maximilian Sciandri (2000)
- Volta a Holanda del Nord: Bjørnar Vestøl (2000)

### A les grans voltes
- Giro d'Itàlia
  - 1 participacions (2000)
  - 1 victòries d'etapa:
    - 1 al 2000: David McKenzie

  - 0 classificació finals:
  - 0 classificacions secundàries:

- Tour de França
  - 0 participacions

- Volta a Espanya
  - 0 participacions

## Classificacions UCI
Fins al 1998 els equips ciclistes es trobaven classificats dins l'UCI en una única categoria. El 1999 la classificació UCI per equips es dividí entre GSI, GSII i GSIII. D'acord amb aquesta classificació els Grups Esportius I són la primera categoria dels equips ciclistes professionals. La següent classificació estableix la posició de l'equip en finalitzar la temporada.
| Temporada | Classificació per equips | Millor ciclista en la classificació individual |
| --------- | ------------------------ | ---------------------------------------------- |
| 1998      | 65è                      | Mark Walsham (877è)                            |
| 1999      | 34è (GSII)               | Chris Newton (451è)                            |
| 2000      | 13è (GSII)               | Maximilian Sciandri (167è)                     |